# Hipposideros lamottei
Hipposideros lamottei là một loài động vật có vú trong họ Dơi nếp mũi, bộ Dơi. Loài này được Brosset mô tả năm 1985.